# Natasha Saint-Pier
Natasha Saint-Pier, kanske mer känd som Natasha St-Pier, född 10 februari 1981 i Bathurst i New Brunswick, är en fransktalande kanadensisk sångerska.
År 2001 deltog hon i Eurovision Song Contest i Köpenhamn där hon representerade Frankrike med balladen Je n'ai que mon âme, skriven av Jill Kapler. Vid framträdandet sjöng Saint-Pier den sista refrängen på engelska, vilket var första gången i tävlingens historia för ett franskt bidrag. Melodin slutade på plats fyra och fick senare försäljningsframgångar i Frankrike, Belgien och Kanada. 

## Diskografi

### Album

#### Studioalbum
- 1996 : Émergence
- 2001 : À chacun son histoire
- 2002 : De l'amour le mieux
- 2003 : L'Instant d'après
- 2006 : Longueur d’ondes
- 2008 : Natasha St-Pier
- 2012 : Bonne nouvelle

### Singlar
- 1996 : Il ne sait pas
- 1996 : Sans le savoir
- 1997 : Portés par la vague
- 2000 : À chacun son histoire
- 2000 : Tu m'envoles
- 2001 : Je n'ai que mon âme
- 2002 : Tu trouveras (duett med Pascal Obispo), (på spanska: Encontrarás, med Miguel Bosé)
- 2003 : Nos rendez-vous
- 2003 : Alors on se raccroche
- 2003 : Toi qui manques à ma vie
- 2003 : Por probarlo todo (spansk version av On peut tout essayer)
- 2003 : Tant que c'est toi
- 2004 : Quand on cherche l'amour
- 2004 : Mourir demain (duett med Pascal Obispo)
- 2004 : Je te souhaite
- 2005 : J'avais quelqu'un
- 2006 : Un ange frappe à ma porte
- 2006 : Ce silence (duett med Frédéric Château)
- 2006 : Tant que j'existerai
- 2008 : Embrasse-moi
- 2008 : 1,2,3
- 2009 : L'instant T